# 松本良喜
松本 良喜（まつもと りょうき、1974年4月27日 - ）は、日本の作曲家、編曲家、シンガーソングライター。
山梨県東山梨郡勝沼町（現・甲州市）出身。東京音楽大学作曲科中退。所属事務所はスマイルカンパニー。2003年第45回日本レコード大賞作曲賞受賞。
妻は歌手の松本優香。

## 来歴
KinKi Kids「情熱」のアレンジを皮切りに、作家としての活動を始める。作曲家・編曲家として活動する以前はバンド「BDOW JUSS」のヴォーカリストとして活動。後に親交あるミュージシャン達とライブ活動を行っている。

## 代表作品
- 「月のしずく」（RUI）
柴咲コウが映画「黄泉がえり」で演じた役名で発売し、大ヒットした楽曲で、2003年第45回日本レコード大賞で作曲賞を受賞した作品。第18回日本ゴールドディスク大賞ソング・オブ・ザ・イヤー受賞。作詞は、後に「雪の華」（中島美嘉）、「Kiss」（Crystal Kay）でも共演するSatomi。
- 「雪の華」（中島美嘉）
中島美嘉の代表曲でもあり、後に、徳永英明をはじめ国内外の様々なアーティストにカヴァーされている作品。
- 「雪白の月」（KinKi Kids）
KinKi Kidsの22枚目のシングル「SNOW! SNOW! SNOW!」のボーナストラックに収録された作品。メイン楽曲ではないが、KinKi Kidsデビュー10周年のファン投票では、BEST3に入る。

## 楽曲提供・演奏参加作品
- 安室奈美恵
  - 「ALL FOR YOU」（作曲・共編曲・コーラスアレンジ）

- SUITE CHIC
  - 「ain't yours」（共作曲・共編曲）

- w-inds.
  - 「Long Road」（作曲）
  - 「十六夜の月」（作曲）
  - 「約束のカケラ」（作曲）
  - 「空から降りてきた白い星」（作曲・編曲）
  - 「INFINITY」（作曲）
  - 「Blessings」（作曲・編曲）

- DA PUMP
  - 「紡 ーTSUMUGIー」（作曲・編曲）
- Crystal Kay
  - 「Kiss」（作曲）

- 中森明菜
  - 「虹」（作曲）

- 中島美嘉
  - 「雪の華」（作曲・編曲）
  - 「ひとり」（作曲）

- RUI（柴咲コウ）
  - 「月のしずく」（作曲・編曲）
  - 「泪月-oboro-」（作曲・編曲）
  - 「風の果て」（編曲）
- 柴咲コウ
  - 「浮雲」（編曲）
  - 「祈り」（編曲）
  - 「忽忘草」（作曲）

- 大友康平
  - 「True Love Song」（作曲）

- May J.
  - 「泣いていいよ」（作曲）

- 松田聖子
  - 「Bibbidi-Bobbidi-Boo」（編曲）
  - 「あなたへの想い」（編曲）
  - 「Melody♪」（編曲）
  - 「星空への祈り」（編曲）
  - 「La La!! 明日に向かって」（編曲）
  - 「あなたを愛してるわ」（編曲）
  - 「永遠の愛で 変わらない愛で」（編曲）
  - 「あなたへの愛」（編曲）
  - 「あの風の中で」（編曲）
  - 「私‥恋してる」（編曲）
  - 「あの日の夜の冷たい雨」（編曲）

- Sowelu
  - 「幸せのちから」（作曲・共編曲）

- hiro
  - 「愛が泣いてる」（共作詞・共作曲）
  - 「人魚の恋」（作曲・編曲）
  - 「LOVE IS SHOUTING OUT」（作曲）
  - 「光の中で」（作曲）

- 宇都宮隆
  - 「道 ～walk with you～ -wantok version-」（編曲）

- TiA
  - 「blanket」（作曲・編曲）

- 片瀬那奈
  - 「Shine」（作曲）

- 国仲涼子
  - 「星の時間」（作曲・編曲）
  - 「めぐり逢えたね」（作曲）
  - 「White；君に言えなかったこと」（作曲）
  - 「ごめんね・・・」（作曲）

- BOO
  - 「smile in your face」（共作曲・共編曲）
  - 「la la la fly」（作曲・編曲）
  - 「ザ・ユニバース」（作曲・編曲）
  - 「キャラバン」（共作曲・共編曲）
  - 「BOOGIE DRIVE 678（共作曲・共編曲）
  - 「…コノソラノアルアイニ」（編曲）
  - 「Soulful Taboo」（共作曲・共編曲）
  - 「YOU MAKE ME HIGH ON FRIDAY!!!ft.MURO.KASHI DA HANDSOME」（コーラス）

- 大原ゆい子
  - 「星が眠るまで踊ろうよ」（編曲）

- 今井宏美
  - 「星の声」（作曲・編曲）

- 入野自由
  - 「涙の水面」（作曲・編曲）（アルバム「DARE TO DREAM」収録、2016年11月30日）[2]
  - 「sayonara baby」（編曲）（アルバム「Live Your Dream」収録、2019年3月20日）[3]
  - 「A面で恋をして」（編曲）（ミニアルバム「NO CONCEPT」収録、2022年11月9日）

- 中島愛
  - 「ウソツキザクラ」（作曲）

- 安野希世乃
  - 「笑顔。」（作曲・編曲）
  - 「Destino~恋は一秒の永遠~」（作曲・編曲）
  - 「さよならソレイユ」（作曲）
  - 「 A piece of cake」（作曲・編曲）

- 東山奈央
  - 「Last season」（編曲）
- 早見沙織
  - 「瀬戸際」（編曲）
- TRUE
  - 「ふたつの惑星」（作曲・編曲）

- 山崎ゆかり
  - 「心に咲く花」（作曲・編曲）

- SunMin
  - 「Love You.」（作曲）

- リナ・パーク
  - 「Gold」（作曲）

- Skoop On Somebody
  - 「December」（作曲）

- Sugar
  - 「LOVEACCELE」（作曲）
  - 「Little wing」（作曲）
  - 「この街のどこかに」（作曲・編曲）

- bird
  - 「ハイビスカス」（作曲）
  - 「SPARKLES」（作曲）
  - 「Flowers」（作曲）
  - 「Ribbon」（作曲）

- HIBARI
  - 「愛と呼ぶもの」（作曲）

- mink
  - 「as it's」（作曲）

- パク・ヒョシン
  - 「エコー」（作曲）

- Yifei
  - 「スピード」（作曲）

- Salyu
  - 「iris 〜しあわせの箱〜」（作曲）

- 土岐麻子
  - 「LIBERTINE」（作曲）
  - 「BIRTHDAY CAKE」（作曲）

- 多和田えみ
  - 「eternity」（作曲）

- YOSHIKA
  - 「Touch」（作曲）

- HanaH
  - 「今夜のサプライズ」（作曲）
  - 「ピンクのハート」（作曲）

- Tina
  - 「Be with you」（作曲）

- 藤澤ノリマサ
  - 「脆くて強い気持ち」（作曲）
  - 「あなたのいない明日へ」（編曲）

- 松本優香
  - 「You Love me Forever」（作曲）
  - 「ありのままの私」（作曲）

- Wakana
  - 「瑠璃色の空」（作曲・編曲）

- MATCHY with O.A.I
  - 「ヨイショ!'02 〜日本の皆さんホメていきまショー〜」（編曲）

- IPPEI BROWN
  - 「DON'T KNOW」（編曲）

- NAOTO
  - 「Prism」（編曲）

- CHIHIRO　
  - 「キャンドル」（編曲）

- 野田愛実
  - 「シンデレラは転ばない」（編曲）
  - 「ジャスミンは何も知らない」（編曲）

- 海蔵亮太
  - 「紫陽花」（編曲）
- MORISHINS'
  - 「夏の魔法 〜summer magic〜」（サウンドプロデュース）

- ARRON
  - 「好きな人」（作曲・編曲）

### ジャニーズ事務所関連
- SMAP
  - 「It's a wonderful world. 」（作曲・コーラスアレンジ）
  - 「Last Smile」（作曲）

- J-FRIENDS
  - 「僕の持つ愛のすべて」（編曲）

- KinKi Kids
  - 「情熱」（編曲）
  - 「心に夢を君には愛を」（作曲・編曲）
  - 「I」（編曲）
  - 「雪白の月」（作曲）
  - 「孤独の街角」（作曲）
  - 「ビターショコラ」（コーラスアレンジ）
  - 「旅立ちの日」（作曲）
  - 「道は手ずから夢の花」（編曲）
  - 「Love U4 Good」（作曲）
  - 「Virtual Reality」（作曲・編曲）
  - 「どらごん・ろ〜ど」（作曲・編曲）
  - 「Love is the mirage...」（作曲）
  - 「星見ル振リ」（コーラスアレンジ）

- タッキー&翼
  - 「卒業～さよならは明日のために～」（作曲）

- Sexy Zone
  - 「無邪気な時間は過ぎやすく」（編曲）

- A.B.C-Z
  - 「花言葉」（コーラスアレンジ）

- ジャニーズWEST
  - 「ボクら」（作曲・編曲）
  - 「真っ直ぐ」（作曲・編曲）

### アニメ・ゲーム関連
- ワルキューレ
  - 「AXIA ～ダイスキでダイキライ～」（作曲）

### その他
- DJ Deckstream「PROUD OF MY DREAM feat.松本良喜」（ゲストボーカル）
- 松本良喜「Rainbow」※CD「Flavor In The Air - Japanese Groove Pops Collection」収録
- 松本良喜「Loop」※CD「Flavor In The Air - Japanese Groove Pops Collection」収録